# Saint-Vigor
Saint-Vigor é uma comuna francesa na região administrativa da Normandia, no departamento de Eure. Estende-se por uma área de 6,56 km². Em 2010 a comuna tinha 335 habitantes (densidade: 51,1 hab./km²).